# دل آنجلو ویلیامز
دل آنجلو ویلیامز (انگلیسی: Del-Angelo Williams؛ زادهٔ ۴ اوت ۱۹۹۳) بازیکن فوتبال اهل آلمان است.
از باشگاه‌هایی که در آن بازی کرده‌است می‌توان به باشگاه فوتبال هانزا روستوک اشاره کرد.